# Jurij Pojarkov
Jurij Michajlovič Pojarkov (ukrajinsky Юрій Михайлович Поярков, 10. února 1937 Charkov – 10. února 2017 tamtéž) je bývalý ukrajinský volejbalista reprezentující Sovětský svaz. S jeho volejbalovou reprezentací získal tři olympijské medaile, dvě zlaté (OH v Tokiu roku 1964 a v Mexiku roku 1968) a jednu bronzovou, z Mnichova 72. V roce 2008 byl uveden do Mezinárodní volejbalové síně slávy.